# Günter Kowalewski
Günter Kowalewski (ur. 31 stycznia 1943 w Dortmundzie) – zachodnioniemiecki zapaśnik walczący w stylu klasycznym. Olimpijczyk z Monachium 1972, gdzie zajął ósme miejsce w kategorii 90 kg.
Dziesiąty na mistrzostwach świata w 1967 i 1971. Jedenasty na mistrzostwach Europy w 1970. Mistrz RFN w 1966, 1967, 1970, 1973 i 1974; drugi w 1969; trzeci w 1971 i 1972. Mistrz w stylu wolnym w 1973 roku.